# Distrito de Siwan
Siwan (en bihari; सिवान जिला) es un distrito de India en el estado de Bihar. Su código ISO es IN.BR.SW.
Comprende una superficie de 2219 km².
Su centro administrativo es la ciudad de Siwan.

## Demografía
Según el censo de 2011 contaba con una población total de 3 318 176 habitantes.